# Turismo

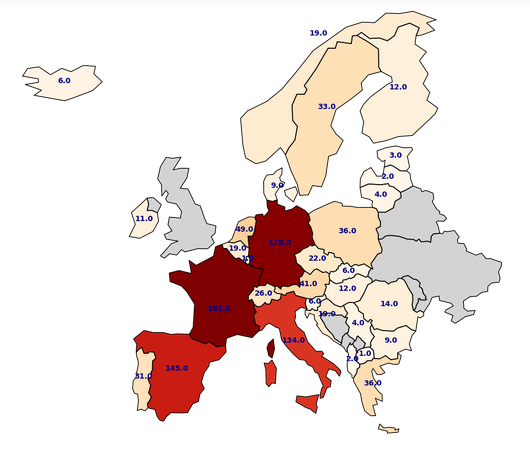
Milioni di arrivi in Europa nelle strutture turistiche ricettive nel 2023. Fonte:[https://ec.europa.eu/eurostat/databrowser/view/tour_occ_arnat/default/table?lang=en&category=tour.tour_inda.tour_occ.tour_occ_a Eurostat

Il turismo è l'insieme di attività e di servizi relativi a viaggi e soggiorni compiuti fuori dalla propria residenza abituale, effettuati con scopi ricreativi o di istruzione.
Il soggiorno è generalmente non superiore ad un anno e il cui scopo abituale sia diverso dall'esercizio di ogni attività remunerata all'interno dello Stato visitato. In questo termine sono inclusi coloro che viaggiano per: svago, riposo e vacanza, visite ad amici e parenti, motivi di affari e professionali, di salute, religiosi.

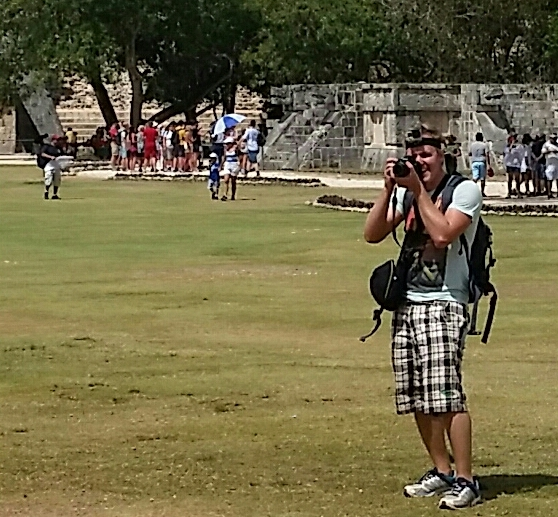
Turista in visita al sito archeologico di Chichen Itza

Turismo comprende sia i fruitori-consumatori, ovvero i turisti, che rappresentano la domanda di quel dato bene, sia l'offerta ovvero l'industria turistica.
Il turismo è un fenomeno di costume praticato essenzialmente dai ceti abbienti contemporanei caratterizzati da comportamenti di società del superfluo a differenza di altre società contemporanee che vivono soprattutto in uno stato di bisogno, favorendo paragoni emblematici.

## Storia

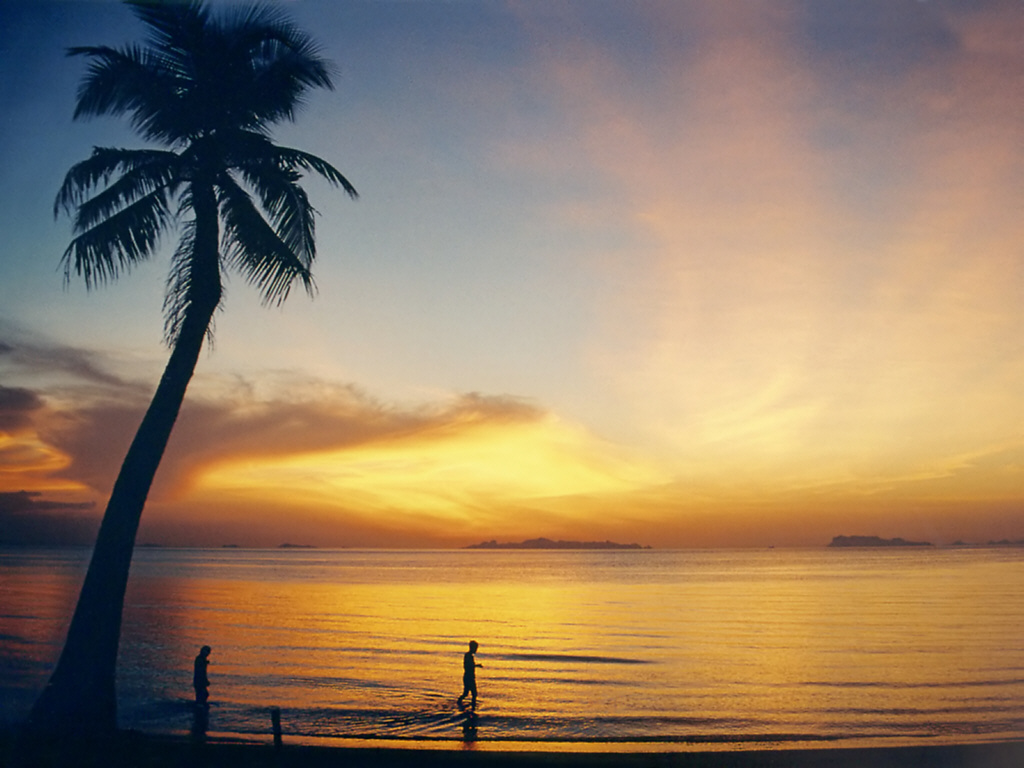
Spiaggia di Lipa Noi sull'isola di Ko Samui, in Thailandia.

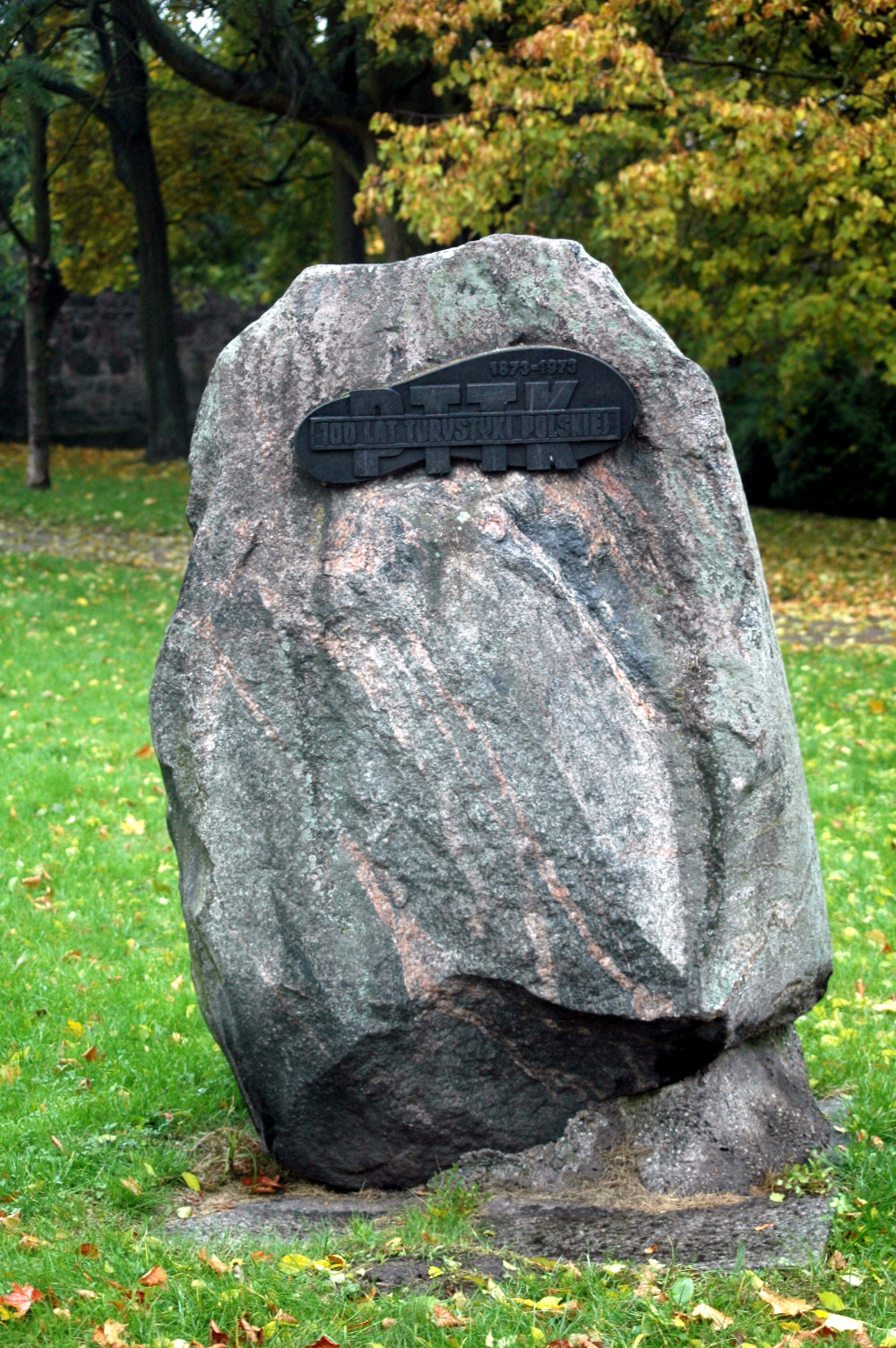
Monumento al 100 ° anniversario del turismo in Polonia (1873-1973), Stargard Szczeciński

Il turismo moderno – comodo e di massa – è molto diverso dai viaggi che venivano intrapresi fino al XVIII secolo: i pellegrinaggi medievali o le esplorazioni iniziate nel XV secolo, in particolare intorno ai tre poli principali di attrazione: Roma, Gerusalemme (cfr. via Francigena) e Santiago di Compostela (cfr. Cammino di Santiago di Compostela). Verso queste tre località si snodava una rete di santuari, ostelli, mansiones, ospedali, conventi che assistevano i viandanti ed i pellegrini.
Un tipo di viaggiatore più simile al turista di oggi era il giovane che, a partire dal XVII secolo, si impegnava nel Grand Tour - pratica di educazione all'uso del mondo" da quell'epoca sempre più frequente per i figli della borghesia ricca, soprattutto inglese.
Visitate la Germania e la Francia le mete predilette di questi viaggiatori nordici erano Spagna e Italia, alla scoperta del pittoresco dell'Europa meridionale.
In un tempo in cui ben poche case private disponevano di acqua corrente, servizi e igiene degni di questo nome, ciò che oggi chiamiamo "strutture ricettive" consisteva in locande generalmente scomode e poco pulite, che fungevano da punti di sosta e consentivano di cambiare o far riposare i cavalli, e viaggiare rimaneva assai faticoso e non privo di rischi (in alcuni diari di viaggio si può leggere, ad esempio, il timore del brigantaggio italiano).

Anche per questo, il grand tour non si spingeva generalmente più a sud di Napoli, fino a quando – ma siamo già nel XIX secolo – Stendhal scrisse che
da allora molti lo seguirono, come per esempio Goethe, il cui Viaggio in Italia (Italienische Reise), pubblicato nel 1817, fu utilizzato dai viaggiatori di molti decenni successivi come una vera e propria guida turistica.
Ma si trattava ancora di viaggiatori d'élite. Ciò che oggi chiamiamo turismo – cioè il viaggio organizzato e di massa – ha invece una data di origine certa ed un inventore ben determinato: il 5 luglio 1841, Thomas Cook, sfruttando le nuove possibilità offerte dal treno, organizzò un viaggio di 11 miglia da Leicester a Loughborough: ben 600 persone vi parteciparono, al costo di uno scellino a testa.
Il successo fu tale da spingere lo stesso Cook ad organizzare pacchetti turistici sempre più articolati, dando inizio all'industria turistica modernamente intesa.
Da questa data, il viaggiare è diventato sempre più "turismo" (cioè un viaggio organizzato prevalentemente da altri), e negli ultimi decenni il turismo è enormemente cresciuto grazie all'evoluzione e alla moltiplicazione dei mezzi di trasporto, all'incremento dei redditi nel mondo occidentale e, ultimamente, anche ai nuovi mass media che hanno cambiato l'accesso alle informazioni (es. internet, pubblicità...): tutti elementi che hanno indotto nelle società industrializzate e ricche nuovi bisogni sia di mobilità che di status symbol. Oggi i motivi che spingono le persone a viaggiare sono molto diversi: vacanze, studio, pellegrinaggi, cure, formazione, affari, attività culturali.
Il fenomeno conosce dimensioni sempre crescenti di anno in anno. L'Organizzazione Mondiale del Turismo stima che nel 2012, per la prima volta nella storia, abbia viaggiato per turismo oltre un miliardo di persone.

## Nascita del termine
Turista compare come neologismo inglese nel 1800, in francese nel 1803, in tedesco nel 1875. Recentemente il termine è apparso in cinese, mentre in molte lingue non esiste.
I termini turista e turismo sono stati usati ufficialmente per la prima volta nel 1947 alla Società delle Nazioni. Turismo fu definito come genti che viaggiano per periodi di oltre 24 ore.

## Descrizione

### Turismo come settore economico

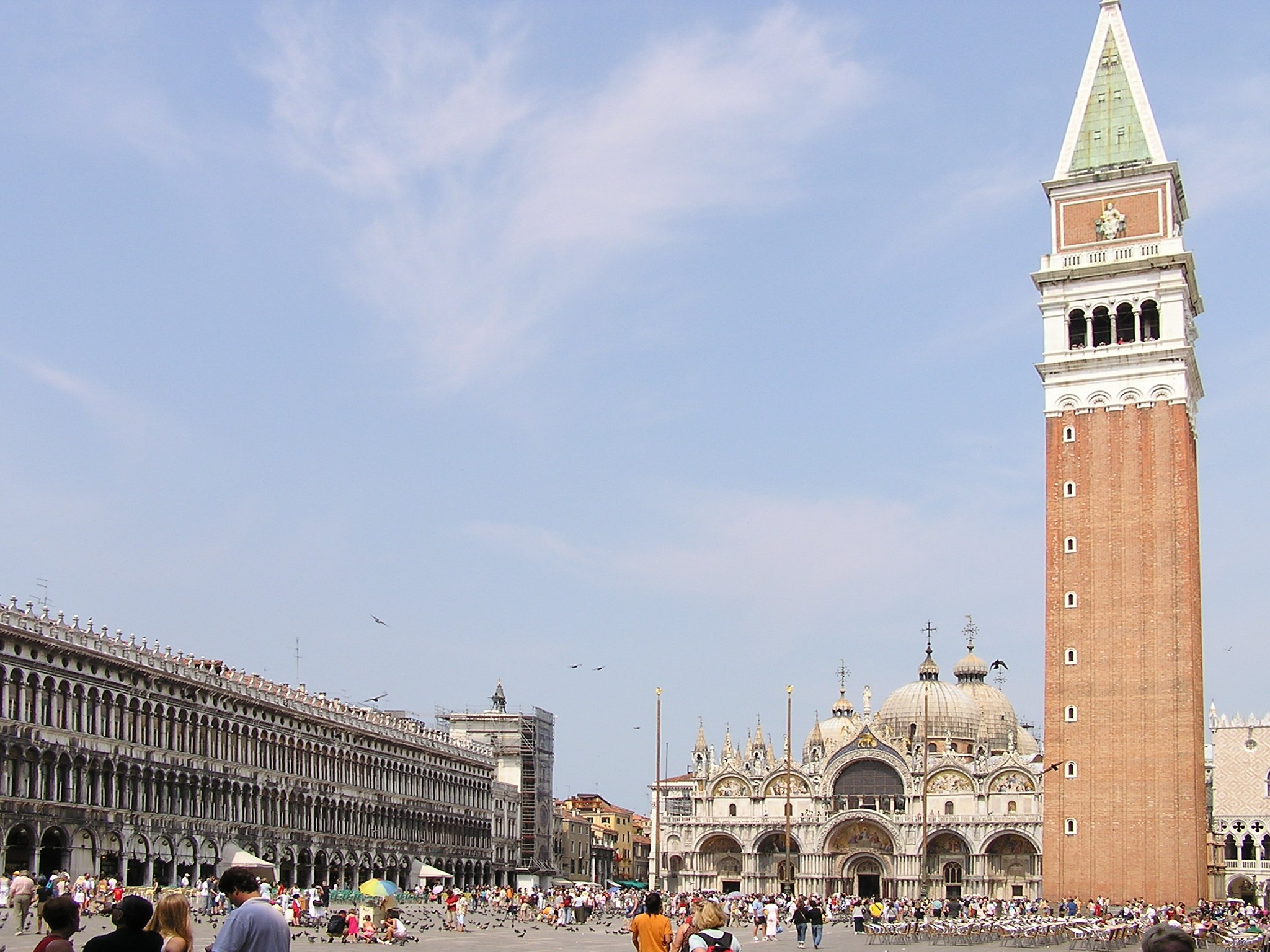
Piazza San Marco a Venezia, un luogo molto amato dal turismo internazionale

L'industria del tempo libero rappresenta un settore economico importante nato dall'evoluzione dell'industria culturale, a cui affluisce il settore turistico.
I bacini di utenza e di destinazione principali del turismo contemporaneo sono l'America del Nord e l'Europa.  
Col termine turismo si può intendere anche, a seconda del contesto, il settore industriale e commerciale, parte del settore terziario, che si occupa di fornire (vendere) servizi tangibili come trasporti (in aereo, treno, nave, pullman e così via), servizi di ospitalità (presso alberghi, pensioni, villaggi turistici), strutture ricettive e altri servizi correlati (guide turistiche; ingresso in musei, fiere, parchi naturali e altre attrazioni turistiche; servizi di assicurazione per il viaggiatore; servizi di ristorazione e intrattenimento; e via dicendo). A questo settore appartengono i fornitori ultimi di servizi e gli intermediatori come operatori turistici e agenzie turistiche. Si tratta di un settore economico estremamente ricco, che finanzia grandi manifestazioni e il cui volume d'affari ha vissuto una crescita quasi costante dal dopoguerra in poi (con momenti di riflusso legati a contingenze internazionali come gli attentati dell'11 settembre 2001).
Su scala globale, si stima che il turismo rappresenti oggi il 10% del prodotto interno lordo, un occupato su 11 ed il 7% delle esportazioni mondiali. Nel 1950 vi erano 25 milioni di turisti internazionali, nel 2015 ve ne sono stati 1186 milioni e nel 2030 si prevede che saranno 1,8 miliardi. Il numero dei turisti interni è stimato oltre i 5 milioni.

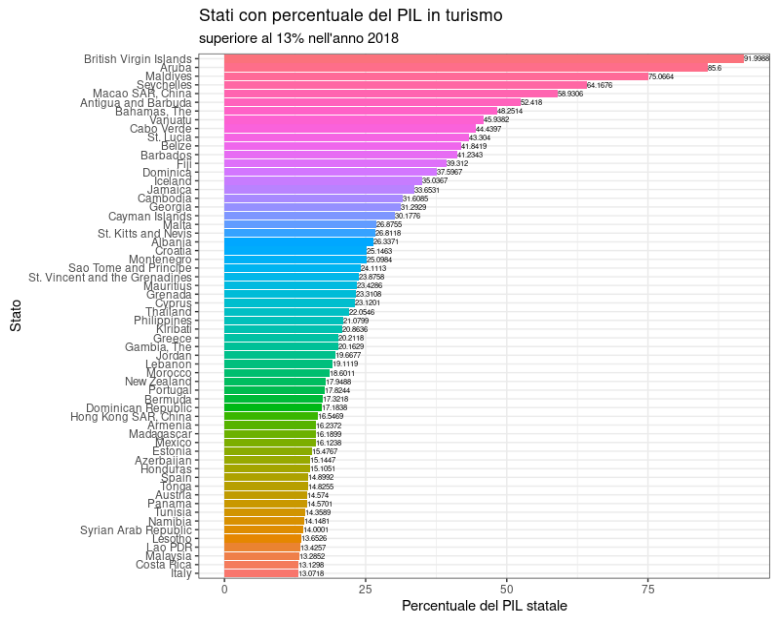
Stati con percentuale del PIL in turismo

Il turismo è un'importante fonte di entrate per molti paesi del mondo e porta denaro alle casse dello stato attraverso la tassazione dei servizi correlati al turismo (per esempio le tasse aeroportuali), oltre che indirettamente attraverso gli incassi dei fornitori di servizi. Recentemente, molte organizzazioni non governative hanno iniziato a occuparsi di turismo come mezzo per favorire lo sviluppo di nazioni povere; in genere, il turismo in questo contesto viene configurato come turismo responsabile (ovvero vincolato a requisiti di rispetto per l'ambiente e le culture locali). In questo contesto è nata la Carta sull'etica del turismo e dell'ambiente, che definisce il turismo come diritto dell'uomo e importante strumento di pace e di giustizia sociale.

### Motivazioni sociologiche
Sotto l'aspetto sociologico, Raffaele Alberto Ventura definisce il turismo come «forma sublimata della critica sociale perché ci permette di vivere temporaneamente come cittadini di società ideali, ma del tutto artificiali.»

### Limiti al turismo
A volte il turismo crea dei conflitti con le popolazioni residenti a causa di mutamenti economici, sociali, strutturali o ambientali che porta con sé. Per questo alcuni parlano del rischio di scivolare verso forme di neocolonialismo e di dominio.*

## Forme e tipologie

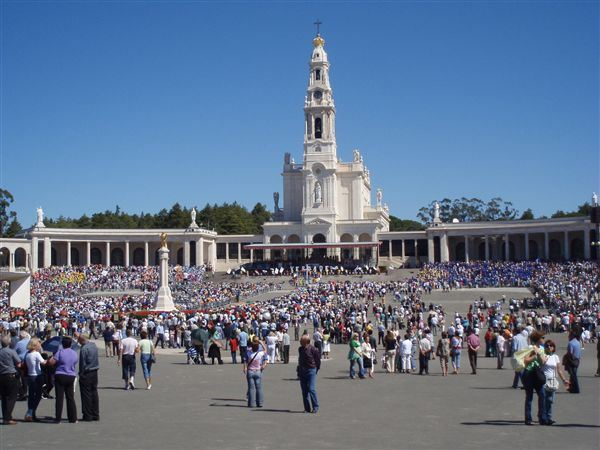
Turisti religiosi nel Santuario della Madonna di Fátima, Portogallo.

Premesso che forme e tipologie di turismo possono essere varie quanto i turisti, tant'è che col tempo se ne aggiungono di nuove, si è comunque cercato di definire dei parametri in base a fattori o spaziali, o di tempo,o di gusti,od economici per poter offrire strategie allo sviluppo turistico.
Comunemente si suole distinguere tra:
- turismo estivo, invernale, stagionale o di fine settimana
- turismo montano, lacustre e di mare
- turismo nazionale o estero

### Turismo culturale

#### Turismo creativo
Può essere considerato come una forma di turismo culturale presente sin dalle origini del turismo stesso.
Le sue radici europee risalgono ai tempi del Grand Tour, quando i figli delle famiglie benestanti o aristocratiche viaggiavano allo scopo (per lo più interattivo) di vivere esperienze educative.
Più recentemente, al turismo creativo è stato attribuito un suo proprio nome, grazie a Crispin Raymond e Greg Richards; quest'ultimo, in qualità di membro dell'associazione per l'educazione al turismo e al tempo libero (ATLAS), ha diretto una serie di progetti per la Commissione delle Comunità Europee, che comprendono il turismo culturale e sostenibile.
Entrambi, hanno definito il "turismo creativo" come il turismo collegato alla partecipazione attiva dei viaggiatori nella cultura della comunità di accoglienza, attraverso laboratori interattivi ed esperienze di apprendimento informale.
Il turismo creativo viene considerato come un turismo di nuova generazione, e prevede la partecipazione dei turisti in attività creative con la popolazione locale. La generale tendenza degli ultimi anni alla frammentazione dei mercati ha favorito la comparsa di un turista nuovo, non più attratto dalle caratteristiche generali della destinazione, ma piuttosto dalla specificità delle offerte e dei servizi. Esistono infiniti modi di vivere il turismo e, tra gli altri, l'enoturismo, i soggiorni linguistici, lo slowtourism e il turismo congressuale. Il turismo creativo è uno di questi.
Davanti a questa iper-specializzazione, il turista creativo è più esigente rispetto alle esperienze che gli vengono proposte, le quali sono poi determinanti nella scelta della destinazione.
Il crescente interesse dei turisti per questo nuovo modo di scoprire una cultura riguarda in particolare gli operatori e i responsabili dello sviluppo territoriale, attenti alla possibilità di attrarre un turismo di qualità, mettendo in risalto il patrimonio immateriale (laboratori di artigianato, corsi di cucina, ecc.) e ottimizzando l'uso delle infrastrutture esistenti (per esempio, attraverso l'affitto di sale e auditorium).

#### Turismo indotto dalla cultura di massa
Una sottospecie del turismo culturale è costituito da quel fenomeno sociale di movimenti turistici in cui la scelta della destinazione turistica è influenzata da specifici contenuti della cultura di massa, veicolati dai mezzi di comunicazione di massa, e, in particolare, dalle suggestioni provenienti dalla teledipendenza di programmi di intrattenimento televisivo, cinematografico e musicale.
Più in generale, l'interesse turistico indotto dai mass media riguarda, anche quei luoghi che sono stati oggetto di un evento, anche criminale, luttuoso o scabroso, purché abbia beneficiato di una vasta risonanza massmediatica: è il caso del macabro fenomeno del "turismo dell'orrore" (spesso stigmatizzato per la sua valenza "macabra" o "necrofila"), legato a efferati fatti di cronaca, disastri umani, o cataclismi naturali, come, in Italia il "pellegrinaggio" sui luoghi del Delitto di Cogne o a quello, verso l'Isola del Giglio, stimolato dal naufragio della Costa Concordia.
La rilevanza sociale ed economica del fenomeno ha stimolato l'iniziativa e l'interventismo pubblico, diretto a incentivare economicamente la realizzazione di film, documentari, o spot pubblicitari, in determinati luoghi. Ne è nato un vero e proprio settore del marketing.
In Austria, ad esempio, la Tirol Film Commission eroga contributi economici, e garantisce agevolazioni, a chi scelga di produrre film girati o ambientati nel Tirolo austriaco. L'intervento di simili enti e organismi è comune anche in molti altri paesi, con un attivismo particolarmente intenso in Francia, ma anche in Italia, come, ad esempio, varie località del Piemonte. Peculiare è il caso di Barcellona, in cui gli interventi locali hanno optato per la "specializzazione" orientata verso il mercato pubblicitario, con incentivi e proposte per location di spot pubblicitari

### Turismo responsabile

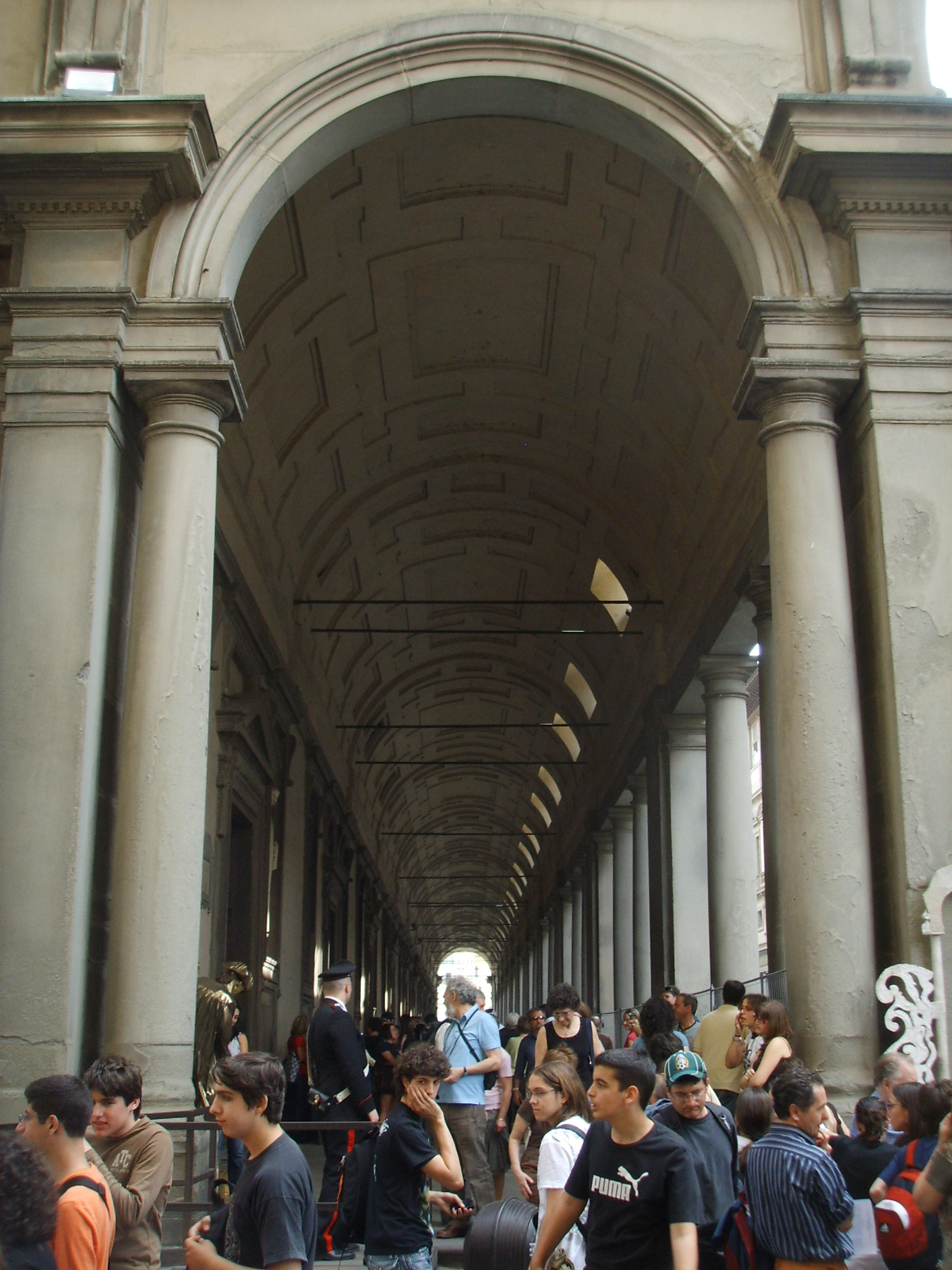
Turisti in fila alla Galleria degli Uffizi a Firenze

La concezione del turismo responsabile si trova in qualche modo a opporsi al turismo tradizionale, che in genere pone l'enfasi sull'evasione e il relax del turista a scapito di una interazione culturalmente profonda e sostenibile con l'ambiente in senso ampio. Con riferimento a quest'ultimo atteggiamento, l'espressione "turista" viene in alcuni casi usata in senso dispregiativo, a intendere una persona che si reca in un determinato luogo senza sentire la necessità di porsi realmente in relazione con esso e coglierne lo spirito e la cultura.
Il fenomeno del turismo ha subito una notevole intensificazione negli ultimi decenni, fino a venire a rappresentare, insieme ai mass media come la televisione, una delle forme più importanti e diffuse di interazione interculturale. Fra i fattori determinanti nell'evoluzione e nella diffusione di questa pratica ci sono certamente i progressi tecnologici nei trasporti, ma anche certamente fattori economici (in particolare, il crescente divario economico fra paesi industrializzati e paesi in via di sviluppo ha costituito un importante propulsore del turismo internazionale) e, più recentemente, anche l'avvento di sistemi di comunicazione come Internet, che hanno in gran parte ridefinito la natura delle relazioni fra i turisti e i fornitori di servizi turistici.
Nonostante il bassissimo impatto ambientale che hanno i campeggi e villaggi turistici in Italia, a fronte di moltiplicatori keynesiani molto rilevanti per lo sviluppo della località e della regione, ad oggi ancora si trovano fortissimi ostacoli da parte delle amministrazioni locali influenzate pesantemente dalle lobby di immobiliaristi e costruttori.
Inoltre a differenza di altri paesi europei, Francia e Spagna in testa, che hanno una decisa e chiara politica economica del turismo, in Italia non viene assolutamente considerato come strategico, ai fini dello sviluppo sostenibile, il turismo all'aria aperta offerto da campeggi e villaggi turistici.
Ad oggi Legambiente turismo sta certificando il marchio di qualità per campeggi, villaggi turistici e alberghi che si distinguono per la loro sensibilità ambientale.
Una politica economica nazionale che privilegi il settore trainante della bilancia commerciale nazionale, il turismo, nella sua forma con meno esternalità negative, meno cemento e meno abusi edilizi ancora tarda a riconoscere il ruolo strategico dell'open air.

### Turismo sostenibile

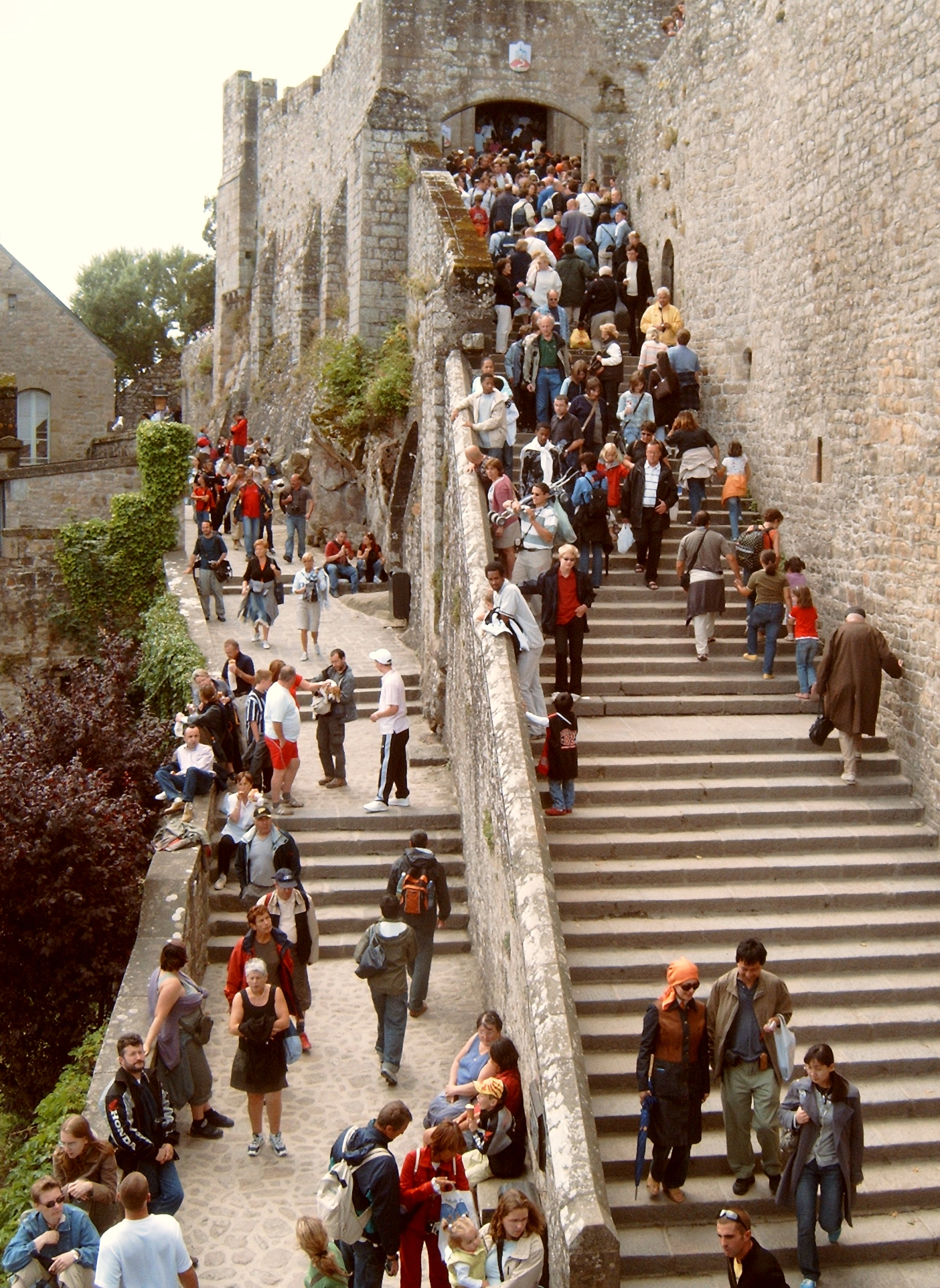
Turismo di massa a Mont Saint-Michel

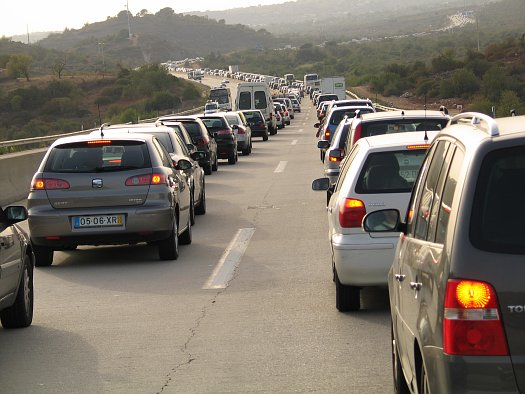
Automobili ferme in autostrada

Non si può negare d'altra parte che il turismo di massa, quand'anche economicamente produttivo per le economie locali, possa diventare in alcuni casi problematico – una vera e propria forma di inquinamento umano – per i luoghi a cui si rivolge, tanto che i sindaci di alcune città cominciano a proporre forme di regolazione del numero giornaliero di visitatori ("numero chiuso").
Il fenomeno è particolarmente rilevante in Italia, dove la ricettività delle strutture urbanistiche antiche delle "Città d'arte" come Venezia o Firenze, o di altri centri minori come Assisi per fare un esempio (6 milioni di visitatori l'anno), è messa sempre più a dura prova dall'afflusso di migliaia di visitatori giornalieri.
Le ricadute di questi afflussi incontrollati sono particolarmente negative per la parte di popolazione residente non direttamente beneficiaria dell'economia turistica (cioè spesso la maggior parte di quella popolazione): l'aumento dei prezzi degli immobili e dei servizi pubblici (in particolare dei bar e ristoranti), della rumorosità, del traffico e del connesso inquinamento veicolare (sia a causa dei veicoli privati che dei grandi pullman) possono produrre infatti un complessivo e crescente peggioramento della qualità della vita urbana dei centri interessati.
Un ulteriore risvolto negativo dell'economia turistica, in particolare dell'industria delle vacanze, è la cementificazione disordinata dei luoghi che tocca, come ad esempio le coste italiane, fenomeno peggiorato dall'abusivismo edilizio.
Al problema del turismo responsabile si associa sempre più diffusamente, almeno in Italia, un problema di turismo sostenibile.

### Turismo incoming
Per turismo incoming s'intende il turismo che svolge l'attività di ricevimento del turista in arrivo in una determinata località.
Pertanto il turismo incoming spesso non è orientato direttamente al pubblico ma ai tour operator stranieri che hanno bisogno di servizi turistici quali trasporti, ristoranti alberghi e guide nelle zone da visitare turisticamente.
Molti dei grandi tour operator locali che si dedicano all'organizzazione per turismo diretto all'estero fanno anche attività di accoglienza e informazione.
La maggior parte delle agenzie di viaggio incoming sono di ridotte dimensioni ed altamente specializzate in una determinata tipologia di clientela: studenti, clienti della terza età, individuale o per gruppi secondo nazionalità o lingua.

### Last minute e low-cost
La televisione e Internet svolgono attualmente un ruolo fondamentale nella comunicazione del turismo.
Grazie a sofisticate tecnologie, rispetto al passato oggi è molto più veloce ed agevole l'organizzazione di un viaggio. Esistono in rete portali predisposti per l'organizzazione di viaggi e la ricerca di servizi turistici. Negli ultimi anni ha avuto una forte crescita la vendita dei cosiddetti Viaggi Last minute, pacchetti di viaggio acquistati pochi giorni prima della partenza. Inoltre, lo sviluppo delle compagnie aeree low cost, nate all'inizio degli anni novanta, ha dato forte impulso ai viaggi di breve durata in ogni periodo dell'anno. L'introduzione dei voli low cost ha determinato una crescita complessiva del traffico aereo che si è basato soprattutto sullo sfruttamento degli aeroporti minori, ma ha anche generato forti critiche per il pesante impatto ambientale di questa nuova tipologia di turismo.

### Viaggi individuali a forfait
Nella realtà odierna vi sono tre tipi di viaggi individuali a domanda.
- Pacchetti costruiti da Tour Operator: l'agenzia di viaggi svolge attività di intermediazione e offre consulenza nella scelta di altri servizi (escursioni, visite ecc.). Se il viaggiatore accetta il programma, dovrà porre due firme: la prima per aver accettato il regolamento; la seconda per aver approvato le clausole vessatorie.
- Viaggi formati dalla somma di servizi isolati: l'agenzia di viaggi svolge attività di intermediazione e consulenza nella scelta (trasporto+ albergo+ visita).
- Pacchetti ex novo o a forfait: l'agenzia si comporta come un Tour Organizer, vendendo a un prezzo tutto compreso.

I viaggi a domanda sono anche detti viaggi su misura perché tutti i servizi compresi in esso sono studiati appositamente per chi lo richiede. Si tratta di un lavoro molto complesso che per questo motivo comporta un prezzo molto alto. È richiesto da pochi clienti, e inoltre il profitto che l'agenzia di viaggi può ricavarne è minimo, se confrontato con il lavoro che bisogna impiegarci.
I richiedenti di viaggi su misura possono essere:
- le persone che viaggiano per affari: i quali compongono la clientela più importante;
- le persone amanti di servizi particolari: clienti facoltosi che desiderano viaggi particolari.

Oggi i viaggi a domanda sono predisposti soprattutto per i gruppi precostruiti, in quanto possono essere una possibilità vantaggiosa sia per il profitto immediato per l'agenzia, ma anche perché alcuni componenti potrebbero rimanere clienti.
La richiesta per l'organizzazione di un viaggio può avvenire:
- direttamente: il cliente si reca in agenzia di viaggi;
- indirettamente: la richiesta parte da una corrispondente che non ha potuto assolvere alle richieste del cliente.

### Cicloturismo
Nell'ambito del turismo sostenibile un ruolo di rilievo lo ha assunto nell'ultimo decennio il settore del cicloturismo, per il rapporto che si viene a stabilire con il territorio e come modo di viaggio ad emissioni zero. Per le grandi distanze esso è poi legato all'uso del trasporto ferroviario.

## Geografia del turismo
È una branca della geografia economica che studia regioni in cui c'è una grande affluenza turistica.
L'economia turistica è determinante nella formazione del reddito di molti paesi (come per la Grecia o la Tunisia), per altri è una discreta fonte di guadagno (come per Italia, Francia e Spagna), mentre per altri rappresenta un deficit elevato (come per la Germania). Il flusso turistico principale è quello tra paesi sviluppati, mentre il flusso turistico dai paesi ricchi verso il sud del mondo non rappresenta che il 15% del totale (quello in verso opposto non supera il 10%). L'area mediterranea dell'Europa è la destinazione più favorita a livello globale. Tra le regioni meno sviluppate, sono più favorite quelle vicine ai paesi più ricchi (come l'area messicano-caraibica).
Secondo le statistiche dell'Eurostat la Germania nel 2008 è il primo paese in Europa per arrivi turistici. La Germania ha un importante turismo congressuale e di lavoro, oltre che artistico e paesaggistico.

### Regioni turistiche nei paesi sviluppati e del sud del mondo
Le aree turistiche dei paesi sviluppati possono essere localizzate sia in posizione periferica, sia in posizione molto centrale. Le maggiori città attraggono infatti importanti flussi turistici (come Firenze, Venezia, Parigi, Roma, Londra, New York, ecc). Quando il turismo è stagionale, la presenza di popolazione sul territorio può variare anche notevolmente tra alta e bassa stagione. Inoltre, rispetto al resto della regione, un'area turistica può avere un'economia separata oppure integrata. È separata quando non vi sono rapporti economici e funzionali con la regione, è invece collegata quando si sviluppano relazioni spaziali integrati con la regione.

### Paesi più visitati al mondo

#### Classifica per numero di arrivi internazionali e di presenze negli esercizi ricettivi
Questi dati non hanno una valenza particolare visto che ogni nazione ha un sistema e un conteggio differente degli arrivi, numerose polemiche nel corso degli anni sono state fatte sui dati francesi (e non solo). Ad esempio per ovvie ragioni non può conteggiare i passanti, coloro che passano per la Francia semplicemente per andare in altre Nazioni, come visitatori. Dunque queste classifiche hanno solo il merito di dare una situazione molto approssimativa del turismo mondiale. Per notare quanto poco siano affidabili queste classifiche è sufficiente guardare le differenze evidenti tra il numero di visitatori e il numero di presenze (giorni di alloggio complessivi).
Arrivi internazionali
| Posizione | Paese       | OMT Mercato regionale | Arrivi di turisti Internazionali (2019) |
| --------- | ----------- | --------------------- | --------------------------------------- |
| 1         | Francia     | Europa                | 89,4 milioni                            |
| 2         | Spagna      | Europa                | 82,8 milioni                            |
| 3         | Stati Uniti | Nord America          | 79,6 milioni                            |
| 4         | Cina        | Asia                  | 62,9 milioni                            |
| 5         | Italia      | Europa                | 62,1 milioni                            |
| 6         | Turchia     | Medio Oriente         | 45,8 milioni                            |
| 7         | Messico     | Nord America          | 41,4 milioni                            |
| 8         | Germania    | Europa                | 38,9 milioni                            |
| 9         | Thailandia  | Asia                  | 38,3 milioni                            |
| 10        | Regno Unito | Europa                | 36,3 milioni                            |

Presenze turistiche negli esercizi ricettivi
| Posizione | Paese       | Regione OMT  | Presenze turistiche internazionali (2019) |
| --------- | ----------- | ------------ | ----------------------------------------- |
| 1         | Stati Uniti | Nord America | 345,4 milioni                             |
| 2         | Spagna      | Europa       | 299,1 milioni                             |
| 3         | Italia      | Europa       | 220,6 milioni                             |
| 4         | Cina        | Asia         | 196,2 milioni                             |
| 5         | Regno Unito | Europa       | 161,3 milioni                             |
| 6         | Francia     | Europa       | 136,7 milioni                             |

#### Introiti generati dal turismo internazionale per paese
Dati OMT al 2018
| Posizione | Paese       | Continente   | Miliardi di $ | Variazione |
| --------- | ----------- | ------------ | ------------- | ---------- |
| 1         | Stati Uniti | Nord America | 214           | 2%         |
| 2         | Spagna      | Europa       | 74            | 4%         |
| 3         | Francia     | Europa       | 67            | 6%         |
| 4         | Thailandia  | Asia         | 63            | 5%         |
| 5         | Regno Unito | Europa       | 52            | 2%         |
| 6         | Italia      | Europa       | 49            | 7%         |
| 7         | Australia   | Oceania      | 45            | 11%        |
| 8         | Germania    | Europa       | 43            | 3%         |
| 9         | Giappone    | Asia         | 41            | 19%        |
| 10        | Cina        | Asia         | 40            | 21%        |

#### Classifica degli arrivi internazionali e degli introiti generati dal turismo per continente
Dati OMT al 2018
| Posizione | Continente      | Arrivi (in milioni) | Miliardi di $ | Variazione arrivi/$ % |
| --------- | --------------- | ------------------- | ------------- | --------------------- |
| 1         | Europa          | 710                 | 570           | 5/5                   |
| 2         | Asia e Pacifico | 348                 | 435           | 7/7                   |
| 3         | Americhe        | 216                 | 334           | 2/0                   |
| 4         | Africa          | 67                  | 38            | 7/2                   |
| 5         | Medio Oriente   | 60                  | 73            | 5/4                   |

#### Spese turistiche per paese
Dati OMT al 2018
| Posizione | Paese         | Continente   | Miliardi di $ |
| --------- | ------------- | ------------ | ------------- |
| 1         | Cina          | Asia         | 277           |
| 2         | Stati Uniti   | Nord America | 144           |
| 3         | Germania      | Europa       | 94            |
| 4         | Regno Unito   | Europa       | 76            |
| 5         | Francia       | Europa       | 48            |
| 6         | Australia     | Oceania      | 37            |
| 7         | Russia        | Europa       | 35            |
| 8         | Canada        | Nord America | 33            |
| 9         | Corea del Sud | Asia         | 32            |
| 10        | Italia        | Europa       | 30            |

## Aspetti critici

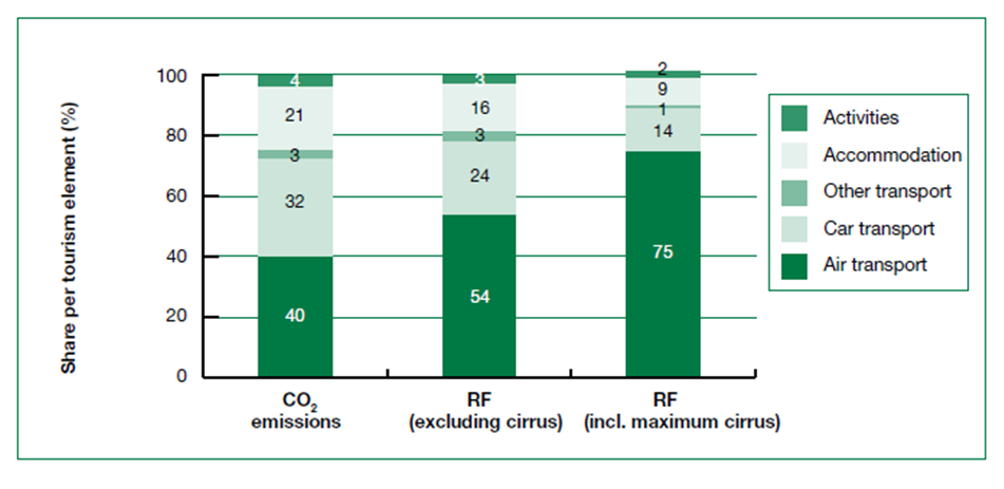

Data l'ampia diffusione del fenomeno turistico contemporaneo a livello globale, che coinvolge diversi aspetti economici, sociali, territoriali, ecologici, ambientali , culturali, politici, articolati tra di loro, sono emerse diverse problematiche afferenti a questi aspetti. Oltre agli impatti materiali l'industria turistica produce anche impatti immateriali dovuti per esempio dalla valorizzazione simbolica delle attrattive turistiche con stereotipi.